# Sky City 1000
Sky City 1000 (japanisch: スカイシティー1000; Sukai Shitī 1000) ist ein mögliches künftiges Projekt einer urbanen Stadt als Lösungsmöglichkeit des immer größer werdenden Platzbedarfs in Tokio.

## Planung
Das Projekt ist ein 1000 Meter hohes und an der Grundfläche 400 Meter breites Gebäude mit einer Nutzfläche von acht km². Die 1989 von der Takenaka Corporation (株式会社竹中工務店 Kabushiki-Gaisha Takenaka Kōmuten) vorgelegten Entwürfe bieten Platz für 36.000 Bewohner und 100.000 Arbeitsplätze. Das Gebäude soll Wohnungen, Büros, Geschäfte, Schulen und Theater beinhalten.
Es wurden Versuche mit Tokios Feuerhelikopter durchgeführt, um die Gefahren eines Brandes in dieser Höhe zu simulieren. Auch wurden dreistöckige Aufzüge, die bis zu 70 Menschen befördern können, in Experimenten getestet.

## Vergleichbare Projekte
Dem Projekt werden gegenüber vergleichbaren wie X-Seed 4000, Norman Fosters Millennium Tower, Paolo Soleris Arkologie oder Le Corbusiers Radiant City größere Chancen eingeräumt, verwirklicht zu werden.
In Auckland (Neuseeland) existiert ein 328 Meter hoher Sky Tower als Teil eines ebenfalls Sky City genannten Unterhaltungskomplexes.